# De Havilland Canada Dash 8
El De Havilland Canada Dash 8 (inicialmente de Havilland Canada DHC-8 o Dash 8 y luego Bombardier Q Series) es un avión comercial biturbohélice de medio alcance fabricado en Canadá desde los años 1980. Fue diseñado por de Havilland Canada y fabricado por esa compañía hasta 1992; en ese año, Bombardier Aerospace compró DHC, continuando su producción hasta la actualidad. Desde 1996 es conocido como Q Series, de "Quiet" (silencioso en inglés) debido a la instalación de un sistema activo de supresión de ruido y vibración (ANVS). Existen distintos modelos de la familia Dash 8, de los que en total fueron fabricados más de 1000 ejemplares.

## Diseño y desarrollo

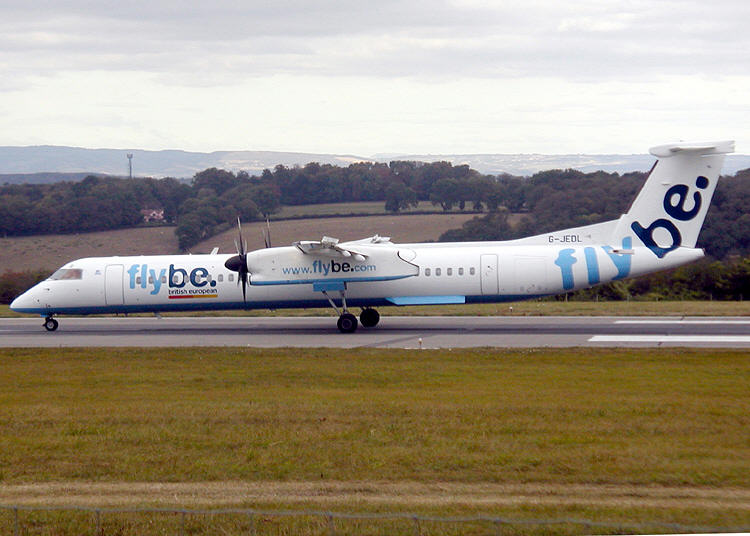
Un DHC-8 operado por la aerolínea británica Flybe en el Aeropuerto de Bristol, Inglaterra.

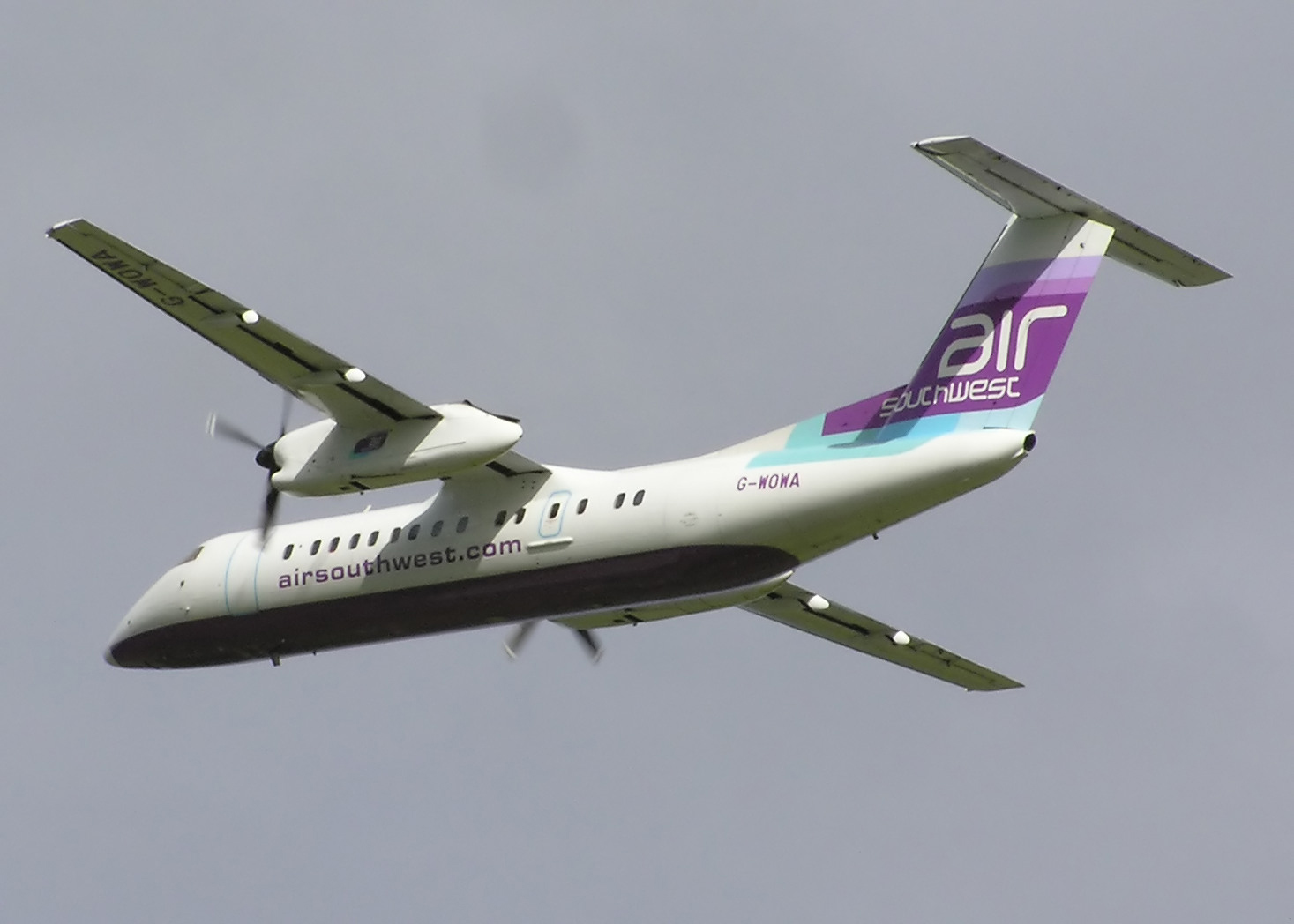
Un Dash 8 de la aerolínea británica Air Southwest.

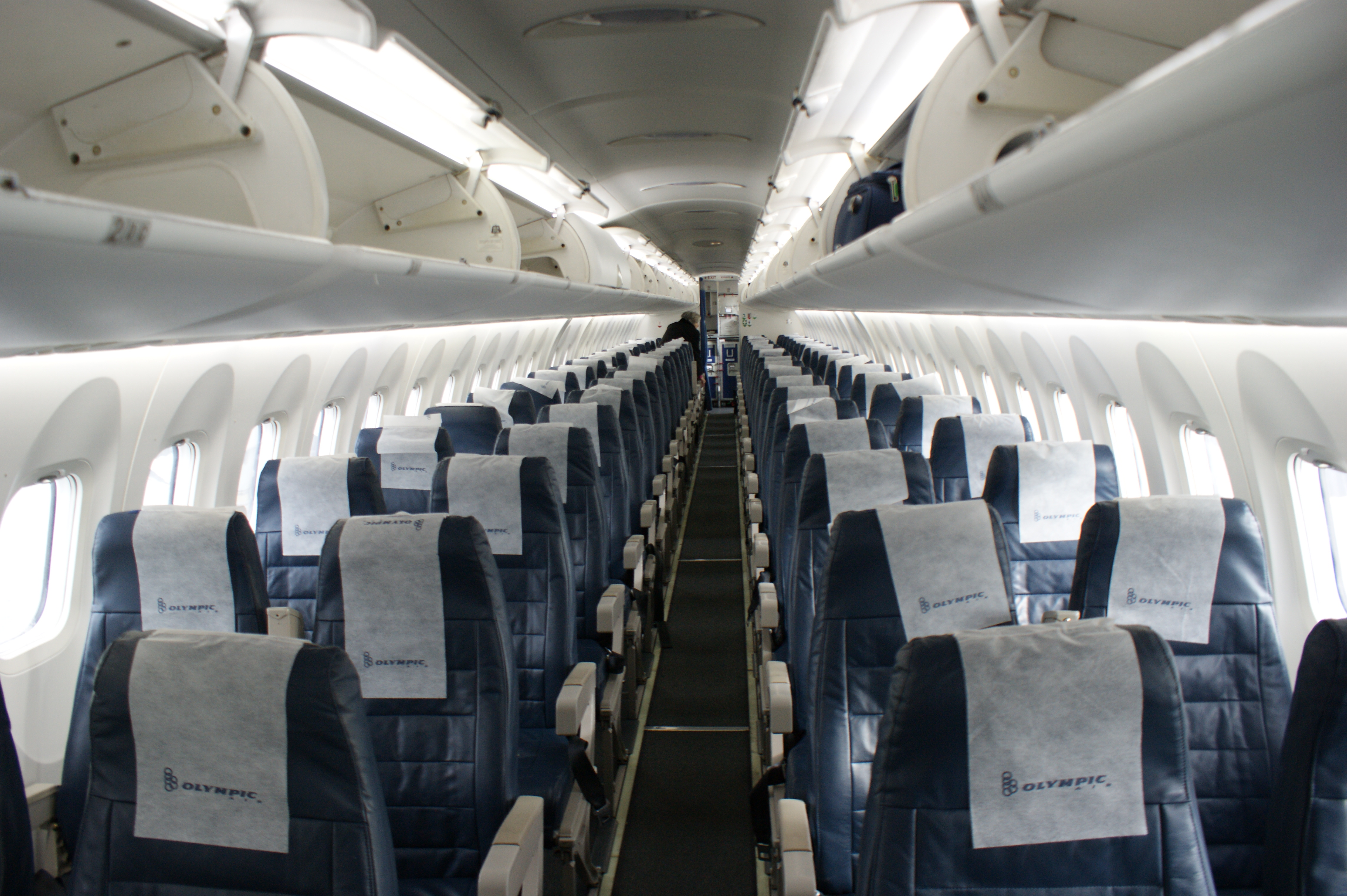
Cabina de un Q400 NextGen de Olympic Air en el aeropuerto de Atenas.

En los años 70, de Havilland había realizado una gran inversión en su proyecto Dash 7, creando lo que era prácticamente una versión cuatrimotora más grande de su modelo de Havilland Twin Otter. Con sus características STOL podía operar en pistas cortas.
Sin embargo, solamente unas pocas compañías aéreas compraron el Dash 7, ya que la mayoría de las líneas aéreas regionales estuvieron más interesadas en costes operacionales reducidos que en características de funcionamiento en pistas reducidas. 
En 1980, de Havilland respondió a los clientes eliminando el requisito de funcionamiento de operación en pistas cortas, cambiando la configuración del Dash 7 y creando un avión propulsado solamente por dos motores de mayor tamaño.
Su proveedor de motor tradicional, Pratt & Whitney, desarrolló un nuevo motor de la serie PW100 específico para el nuevo avión, sencillamente doblando la potencia de su PT6. Originalmente se llamó PT7A-2R, pero más adelante pasó a ser el PW120.
Cuando el Dash 8 fue presentado el 19 de abril de 1983, se habían acumulado más de 3800 horas de pruebas durante dos años en cinco motores de pruebas de la serie PW100. La certificación del PW120 se consiguió a finales de 1983. 
Las características que distinguen del diseño de Dash 8 son: la cola en T grande diseñada para mantener la cola libre de la estela de los motores durante despegue, un ala de gran alargamiento, unos largos carenados del motor que también llevaban dentro el tren de aterrizaje de plegado posterior y el perfil acentuado del morro.
El primer vuelo fue el 20 de junio de 1983, mientras que entró en servicio en 1984 con NorOntair. Las líneas aéreas de Piedmont, conocidas antes como líneas aéreas de Henson, fueron el cliente de lanzamiento en los Estados Unidos del Dash 8 en 1984. 
El diseño del Dash 8 tenía mejores prestaciones en crucero que el Dash 7, y era más barato de operar. El Dash 8 tenía un coste por pasajero y km más bajo que cualquier otro avión regional de la época. 
La desventaja principal comparada con el Dash 7 eran unos niveles de ruido algo más altos, pero solamente comparándolos, ya que el Dash 7 era extremadamente silencioso. El Dash 8 tampoco podía igualar las características STOL de sus antecesores, aunque era capaz de operar en aeropuertos pequeños cuyas pistas tuvieran más de 1ooo m (3000 pies) (por ejemplo, un Dash 7 en MTOW necesitaba solo 2200 pies).

### Venta a Longview, reviviendo el nombre de De Havilland Canada
El 8 de noviembre de 2018, la empresa matriz de Viking Air, Longview Aviation Capital Corporation, adquirió todo el programa Dash 8 y la marca de Havilland de Bombardier, en un acuerdo que se cerraría en la segunda mitad de 2019. Viking ya había adquirido en 2006 los certificados de tipo de las aeronaves de de Havilland Canada dejadas de fabricar.
Para noviembre de 2018, las ventas del Q400 de mayor rendimiento fueron más lentas que el avión ATR más barato. Bombardier anunció que la venta fue por 300 millones de dólares y esperaba 250 millones netos. La venta daría como resultado un ahorro anual de 250 millones. Bombardier también vendió su programa de entrenamiento de reactores de negocios a CAE Inc. por 645 millones de dólares y anunció un recorte de 5000 empleos durante 18 meses en 70 000 empleados en todo el mundo: 500 dentro de los 6500 en Ontario, 2500 en Quebec y 2000 fuera de Canadá.
En enero de 2019, Longview anunció que establecería una nueva compañía en Ontario, reviviendo el nombre De Havilland Aircraft Company of Canada, para continuar la producción del Q400 y respaldar la gama Dash 8. Para febrero, se esperaba que la venta del programa se cerrara a finales de septiembre.
El 3 de junio de 2019, la venta se cerró con la recién formada De Havilland Canada (DHC) tomando el control del programa Dash 8, incluidas las series anteriores -100, -200 y -300. La producción del Q400 está actualmente planificada para continuar en las instalaciones de producción de Downsview, bajo la administración de DHC. De Havilland está considerando una reducción a 50 asientos, ya que las aerolíneas norteamericanas operan 870 aviones antiguos de 50 plazas, en su mayoría Bombardier CRJ y Embraer ERJ.
En noviembre de 2021 se reanudó la producción tras tres meses de huelga para finalizar las aeronaves que quedan por entregar, ya que la fábrica se dejará de usar hacia fin de año. Luego el equipo será almacenado hasta que la empresa decida reiniciar la producción en otro lugar.

### Componentes del Q400 NextGen

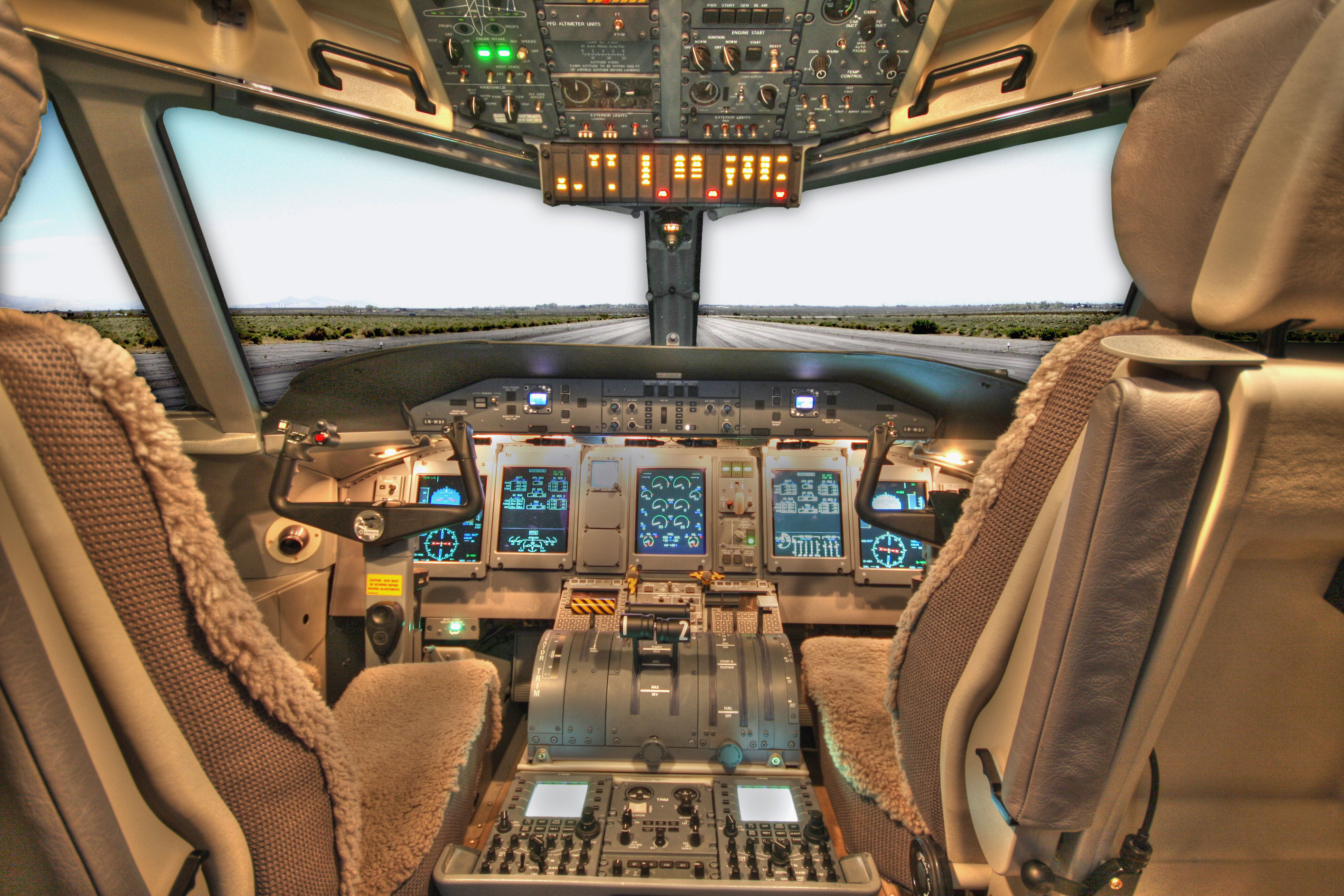
Cabina de mando del Q400 NextGen

Referencias:
 Canadá -  Francia

#### Electrónica
| Sistema                                    | País                      | Fabricante         | Notas     |
| ------------------------------------------ | ------------------------- | ------------------ | --------- |
| Red de datos                               |                           |                    | ARINC 429 |
| Sensores AoA                               | Bandera de Francia        | Thales             | 2         |
| TAWS                                       | Bandera de Estados Unidos | Universal Avionics |           |
| ACAS II                                    | Bandera de Estados Unidos | ACSS               | TCAS 3000 |
| Transpondedor (opción 2014)                | Bandera de Estados Unidos | ACSS               | NXT-600   |
| Sistema de gestión de comunicaciones (CMU) | Bandera de Estados Unidos | Universal Avionics | UniLink   |
| Sistema de gestión del vuelo (FMS)         | Bandera de Estados Unidos | Universal Avionics |           |

### Propulsión

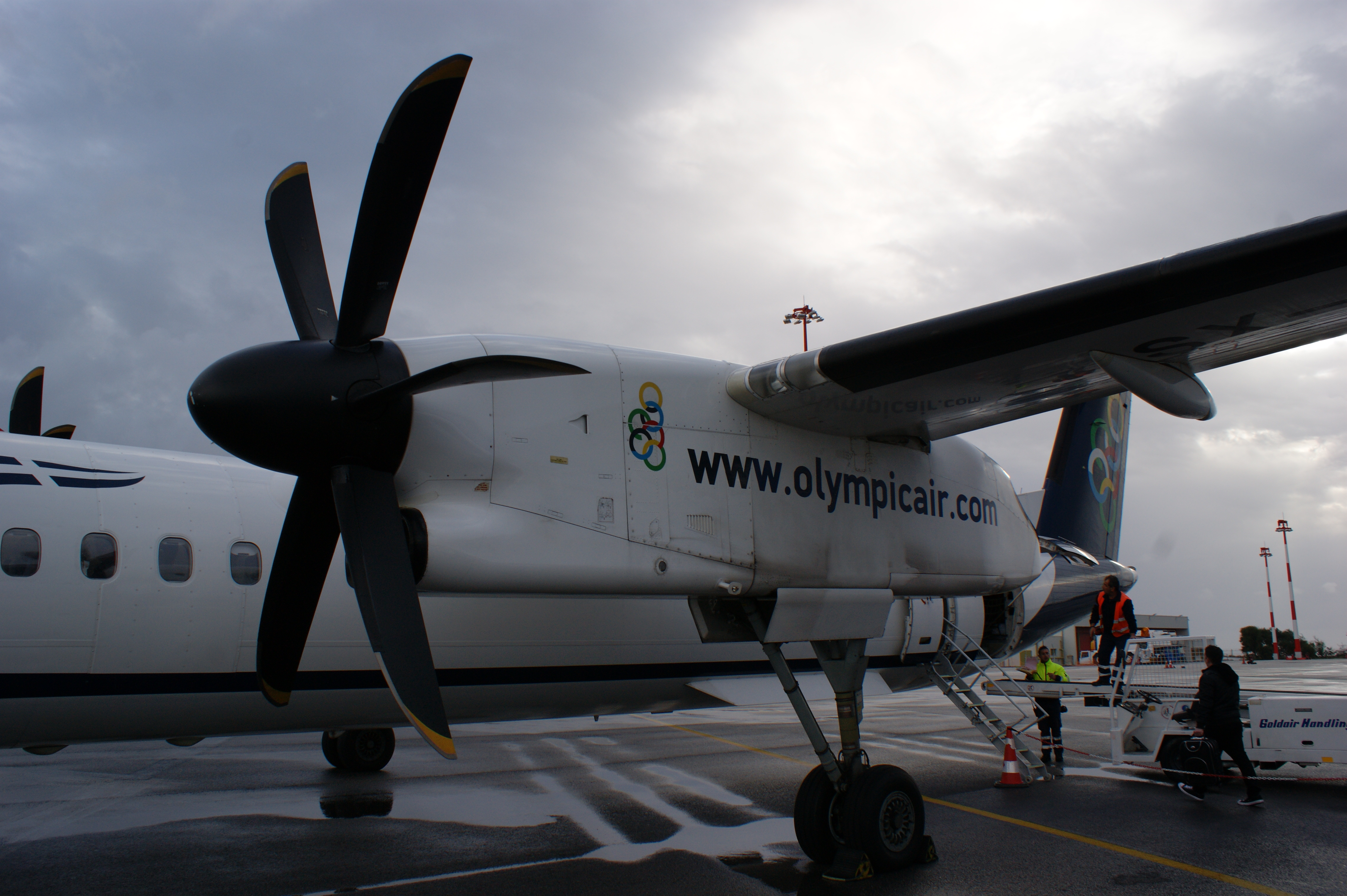
PW150A. Notense las 6 palas.

| Sistema | País              | Fabricante             | Notas      |
| ------- | ----------------- | ---------------------- | ---------- |
| Motor   | Bandera de Canadá | Pratt & Whitney Canada | 2 × PW150A |

## Operadores
La aerolínea inglesa Air Canada Jazz es el principal operador de este modelo en su versión Q400 para 78 pasajeros.

### Civiles
Alemania
- Avanti Air: 2.[5]

 Angola
- TAAG Angola Airlines: 6.[6]
- Heli Malongo Airways: 2.[7]

 Australia
- QantasLink: 50.[8]
- Sunstate Airlines: 31.[9]
- Eastern Australia Airlines: 19.[10]
- Skippers Aviation: 10.[11]
- Cobham Aviation: 8.[12]
- National Jet Express: 4.[13]
- Maroomba Airlines: 3.[14]

 Bangladés
- Biman Bangladesh Airlines: 5.[15]

 Canadá
- WestJet Encore: 47.
- Air Canada Jazz: 39.[16]
- Voyageur Airways: 30.[17]
- Porter Airlines: 29.[18]
- Conair Aerial Firefighting: 19.[19]
- Air Inuit: 17.[20]
- Air Creebec: 17.
- PAL Airlines: 15.[21]
- Central Mountain Air: 11.[22]
- Perimeter Aviation: 9.[23]
- Wasaya Airways: 7.[24]
- PAL Aerospace: 6.[25]
- Avionco: 5.[26]
- Skytrans Airlines: 5.[27]
- Summit Air: 4.[28]
- Connect Airlines: 3.[29]
- Pivot Airlines: 1.[30]
- R1 Airlines: 1.[31]
- Aspire Airlines: 1.[32]
- Chrono Aviation: 1.[33]

 Chile
- Aerovías DAP: 1 (serie 400).[34][35]

 Costa de Marfil
- Air Côte d'Ivoire: 4.[36]

 Croacia
- Croatia Airlines: 6.[37]

 Egipto
- Petroleum Air Services: 5.

 Emiratos Árabes Unidos
- Falcon Aviation Services: 3.[38]

 Estados Unidos
- Dynamic Aviation: 11.[39]
- Ravn Alaska: 11.[40]
- United Nations: 7.[41]
- Horizon Air: 4.[42]

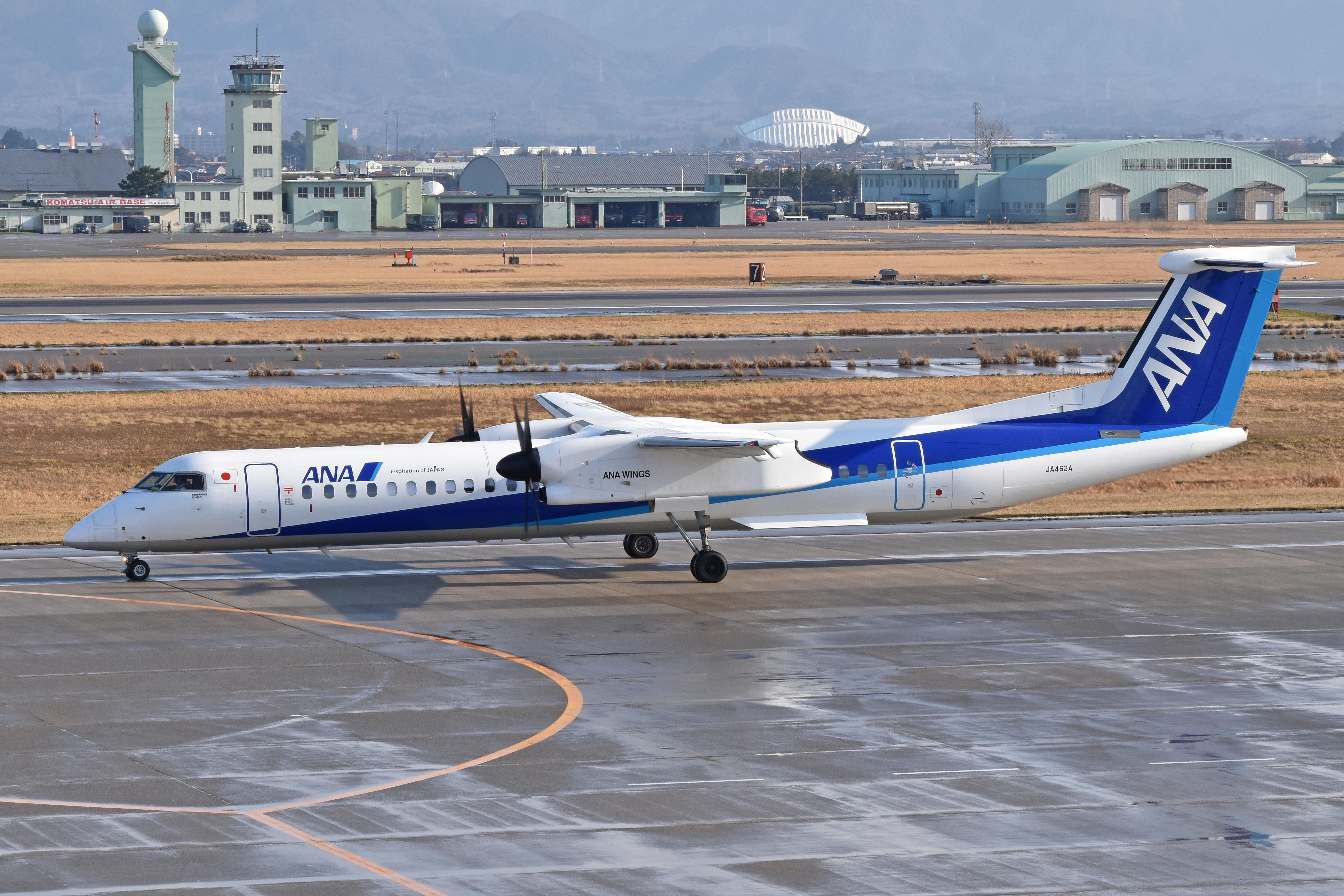
Un Q402 NextGen de ANA Wings construido en 2017 partiendo hacia el aeropuerto de Fukuoka desde el aeropuerto de Komatsu en 2019

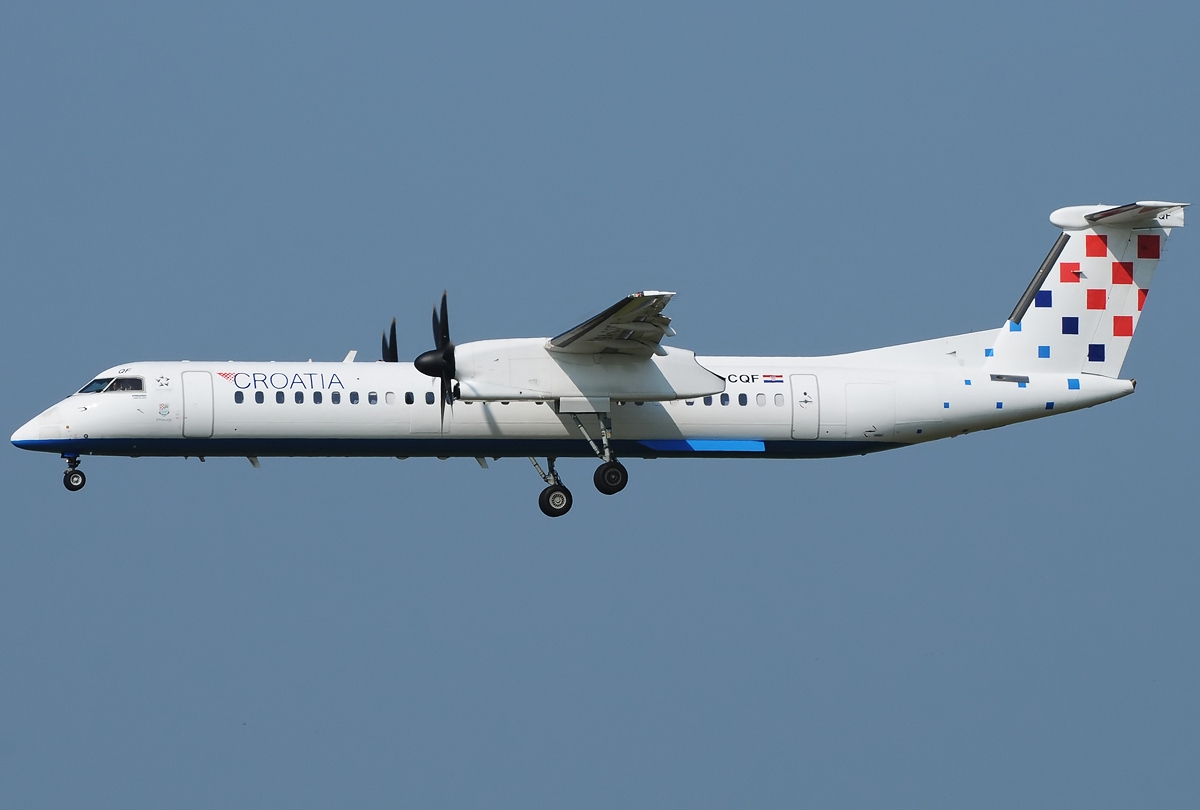
Un Q400 NextGen de Croatia Airlines.

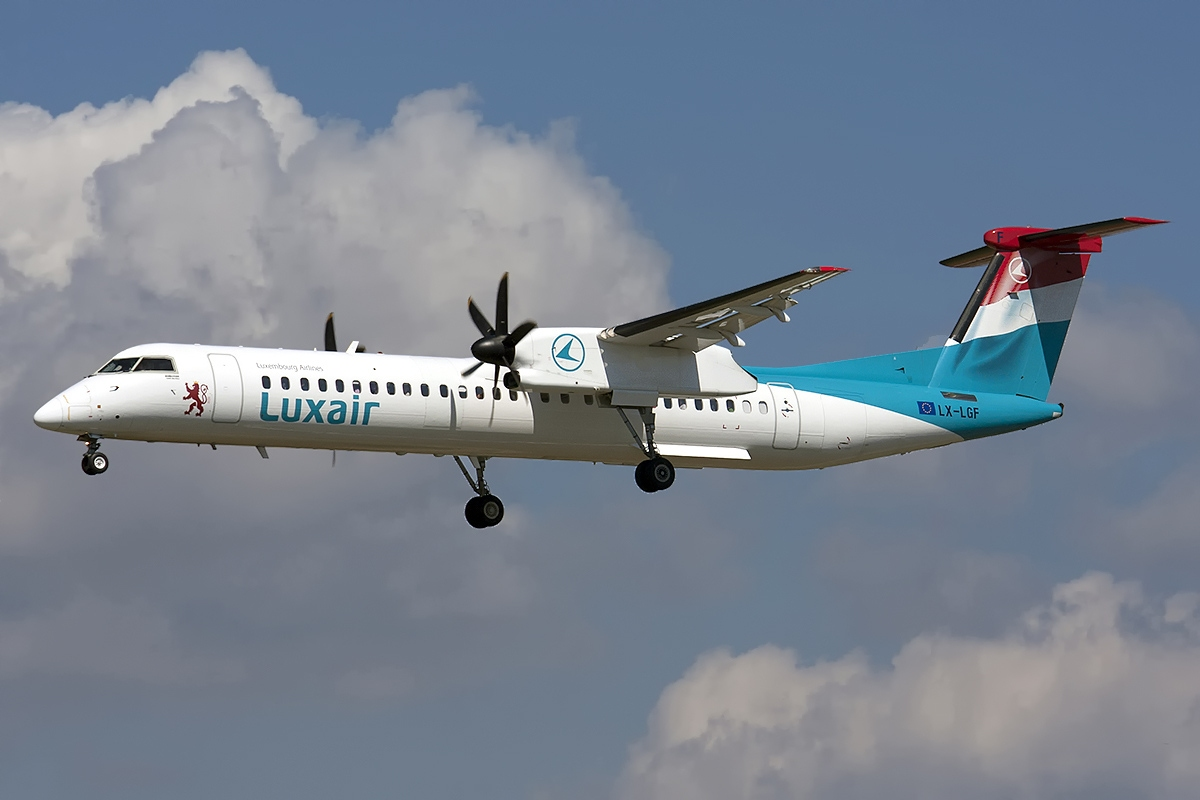
Un Q402 NextGen de Luxair.

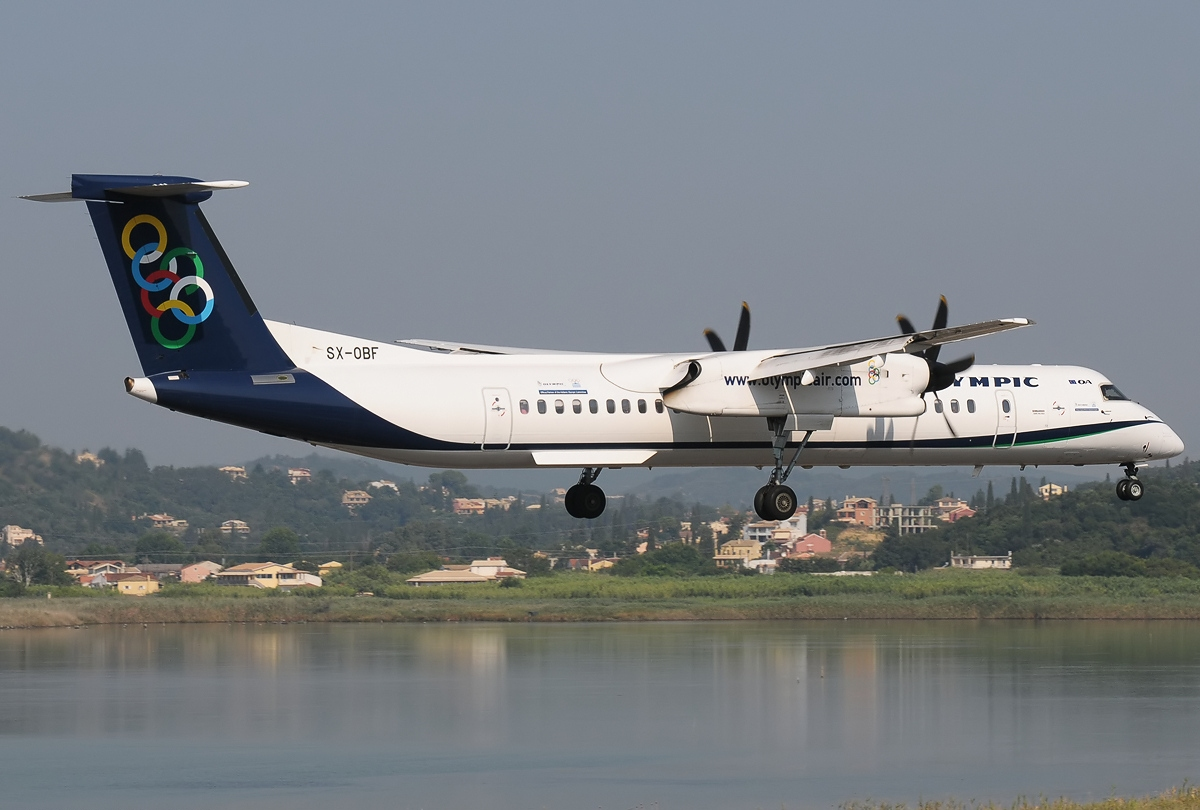
Un Q402 NextGen de Olympic Air.

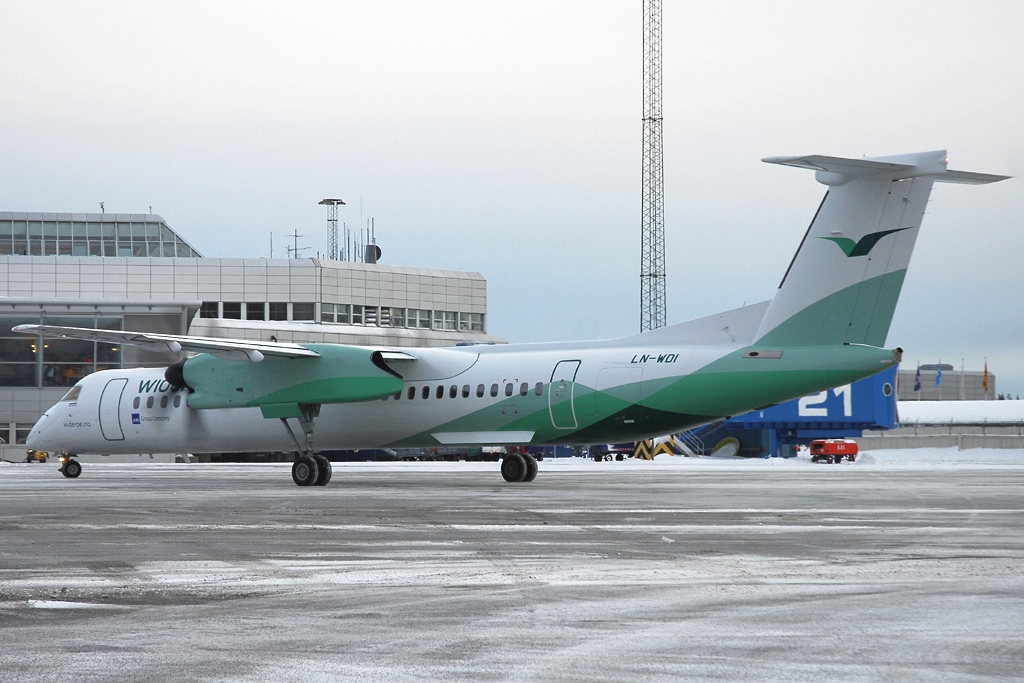
Un Q402 NextGen de Widerøe.

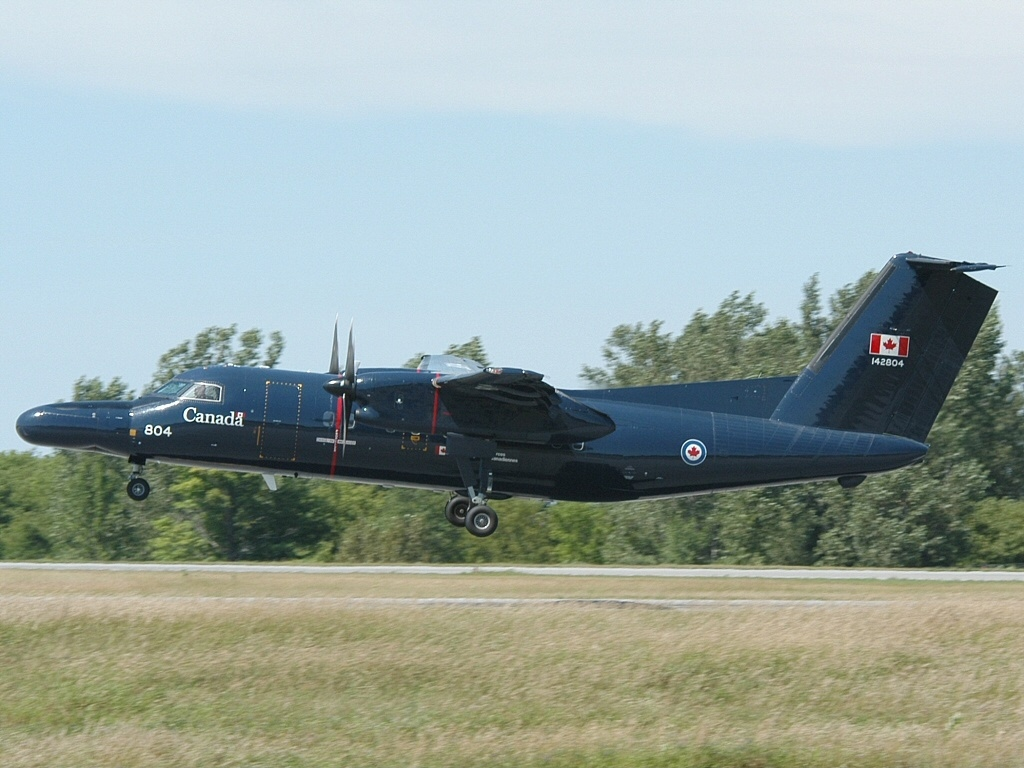
Un DHC-8-102 de la RCAF aterrizando en la pista 25 del Aeropuerto Internacional de Ottawa.

- ConocoPhillips Aviation Alaska: 3.[43]
- Sierra Nevada Corporation: 3.[44]

 Etiopía
- Ethiopian Airlines: 33.[45]
- Trans Nation Airways: 2.[46]

 Filipinas
- PAL Express: 14.[47]

 Gabón
- Nouvelle Air Affaires Gabon: 1.[48]

 Grecia
- Olympic Air: 3.[49]

 Groenlandia
- Air Greenland: 8.[50]

 India
- SpiceJet: 25.[51]

 Islandia
- Icelandair: 5.[52]
- Air Iceland: 5.

 Italia
- SkyAlps: 3.[53]

 Japón
- ANA Wings: 24.[54]
- Ryukyu Air Commuter: 5.[55]
- Oriental Air Bridge: 2.[56]

 Kazajistán
- Qazaq Air: 5.[57]

 Kenia
- Blue Bird Aviation (Kenia): 8.[58]
- Skyward Express: 3.[59]
- Fly540: 3.[60]

 Kiribati
- Air Kiribati: 1.[61]

 Luxemburgo
- Luxair: 11.[62]

 Maldivas
- Maldivian: 9.[63]

 Malta
- Luxwing: 3.[64]
- Air CM Global: 2.[65]
- Medavia: 1.[66]

 Mozambique
- Moçambique Expresso: 1.[67]

 Nepal
- Shree Airlines: 7.[68]

 Nigeria
- Arik Air: 4.[69]
- UmzaXpress: 2.[70]

 Noruega
- Widerøe: 45.[71]

 Nueva Zelanda
- Air New Zealand: 23.[72]

 Papúa Nueva Guinea
- PNG Air: 8.[73]
- Air Niugini: 4.[74]

 Perú
- Atsa Airlines: 2.[75]
- Star Perú: 2.[76]

 Portugal
- SATA Air Açores: 6.

 Reino Unido
- Flybe: 9.[77]

 Ruanda
- RwandAir: 2.[78]

 Rusia
- Aurora: 9.[79]
- Yakutia: 4.[80]

 Sudáfrica
- CEM Air: 7.[81]

 Tailandia
- Nok Air: 3.[82]

 Tanzania
- Air Tanzania: 5.[83]

 Togo
- ASKY Airlines: 1.[84]

 Zambia
- Proflight Zambia: 1.[85]

### Militares
Canadá
- Real Fuerza Aérea Canadiense: 4.[86]

 Estados Unidos
- Fuerza Aérea de los Estados Unidos: 4.[87]
- Mando de Operaciones Especiales de los Estados Unidos (USSOCOM): 3.[88]

 Colombia
- Policía Nacional de Colombia

### Antiguos Operadores

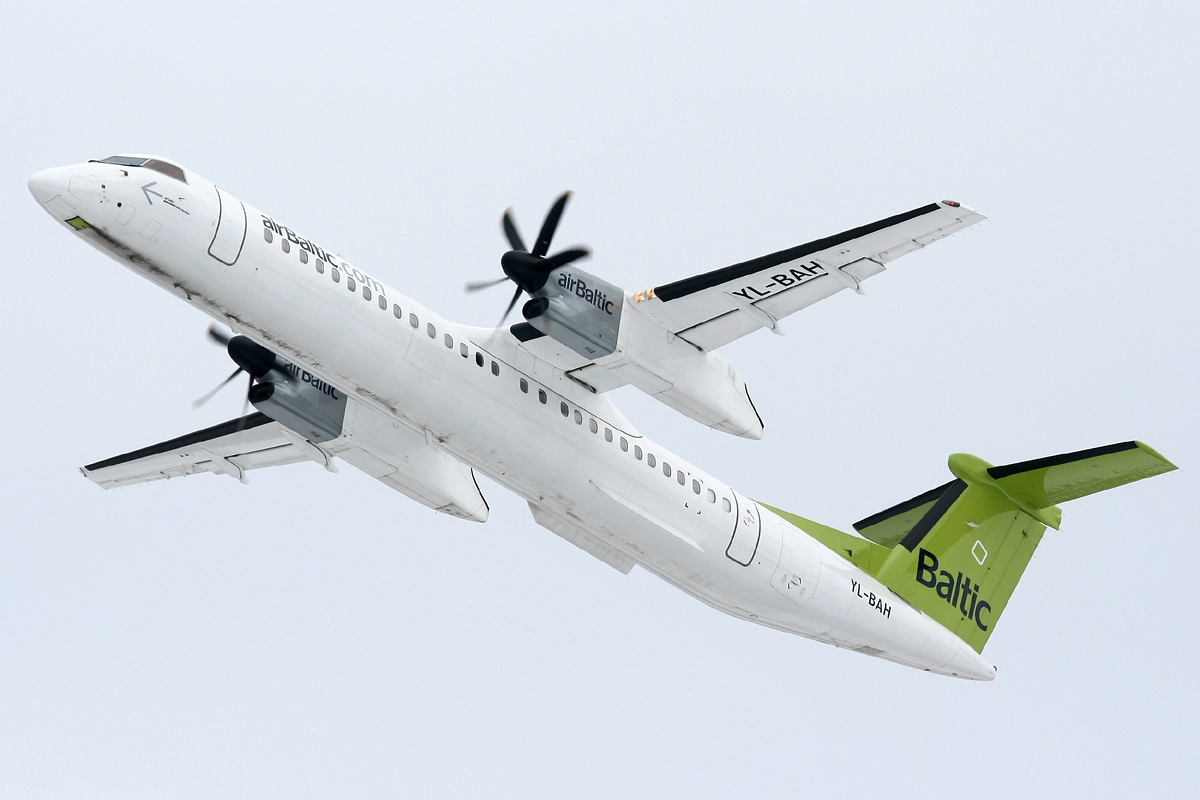
Un Q402 NextGen de airBaltic.

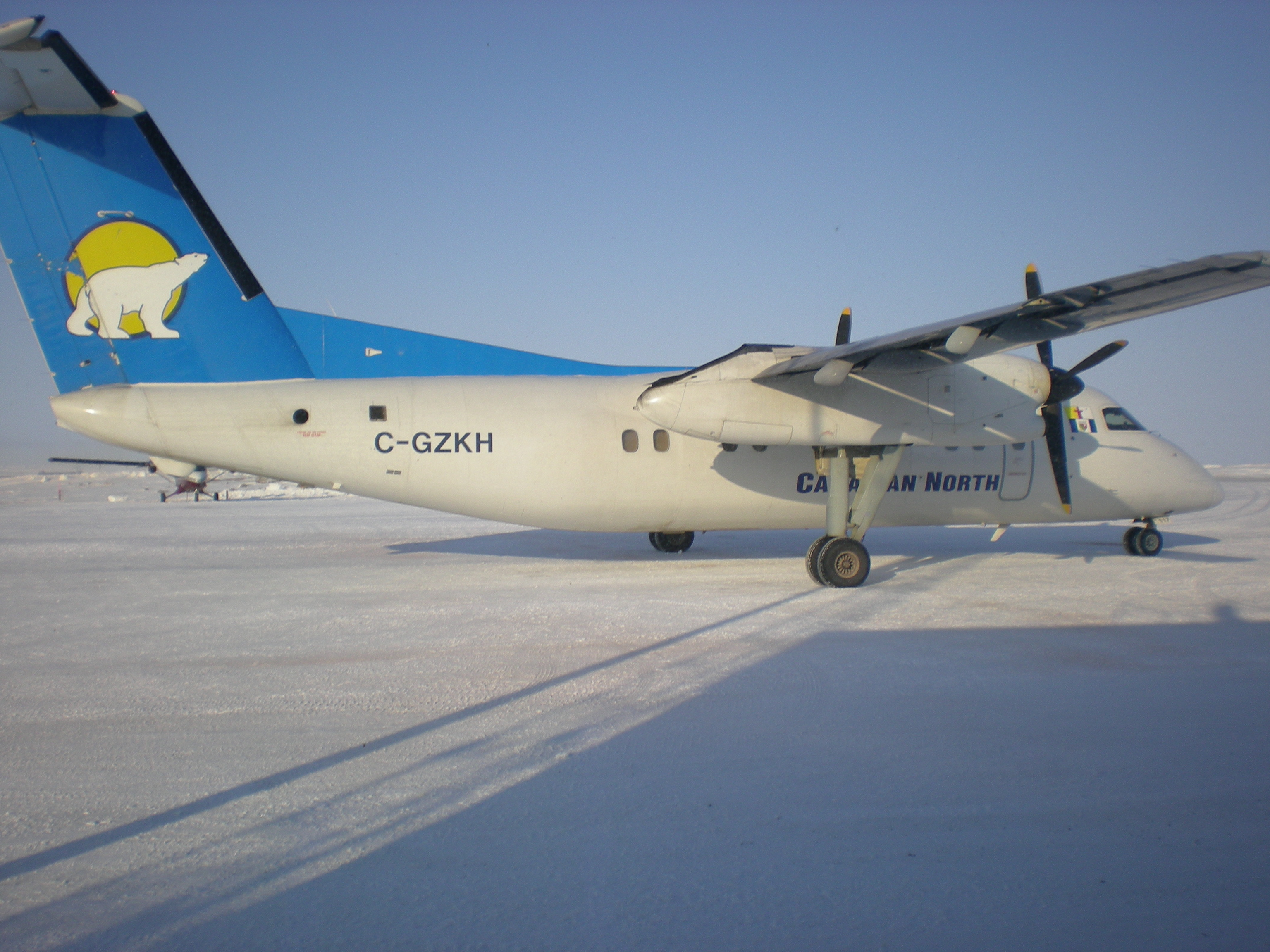
Un Dash 8 de Canadian North.

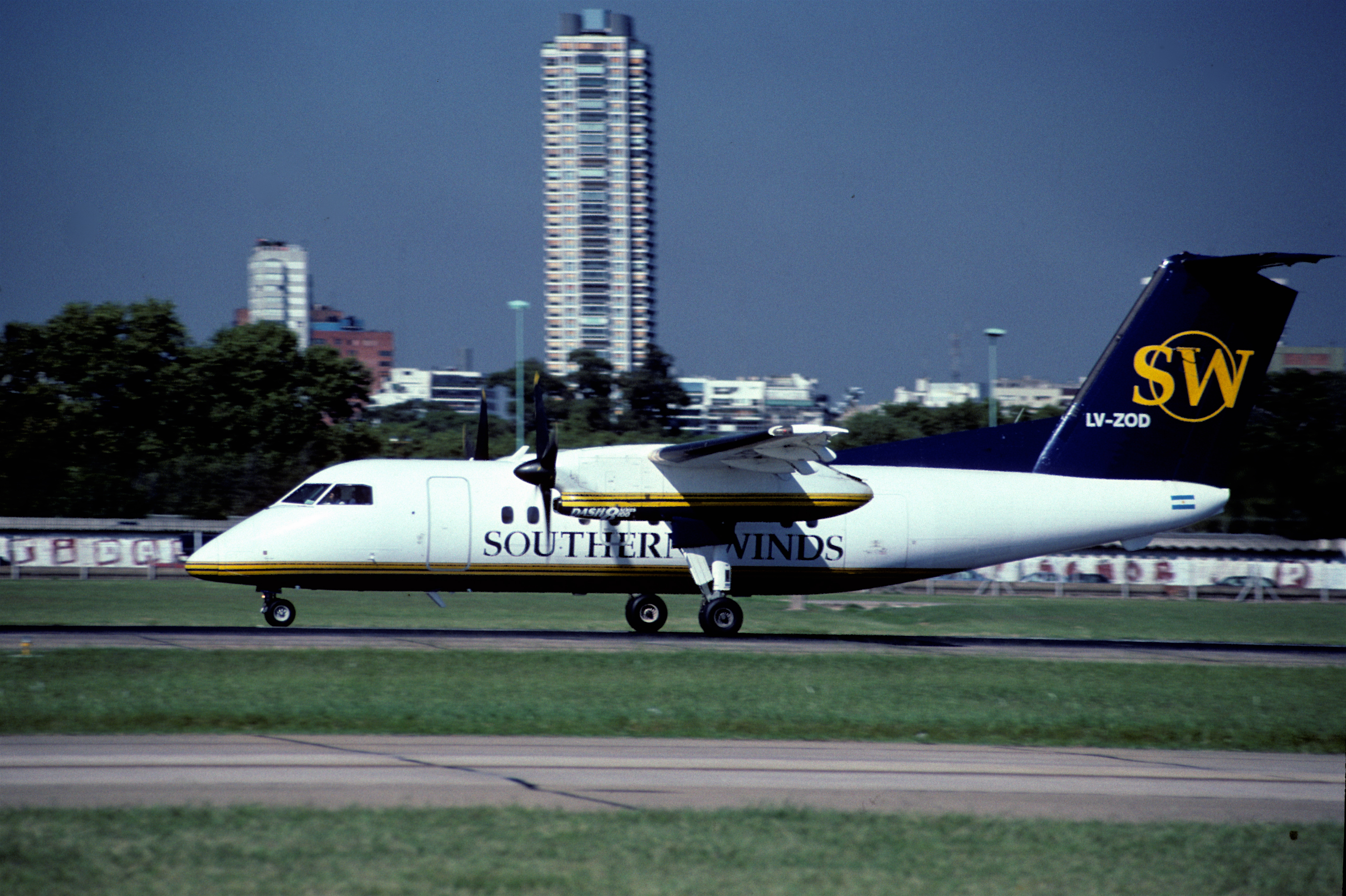
Un DHC-8-102 de Southern Winds en Aeroparque en febrero de 2001.

#### América
Argentina
- Southern Winds: 6.

 Bahamas
- Bahamasair: 9.[89]

 Bolivia
- Amaszonas: 2.[90]

 Canadá
- Canadian North: 7.[91]
- Sky Regional Airlines: 5.[92]

 Colombia
- LAN Colombia: 24.[93]
- Aires Colombia

 Estados Unidos
- Piedmont Airlines: 108.[94]
- Colgan Air: 32.[95]
- Republic Airlines: 31.[96]
- Mesaba Airlines: 25.[97]
- CommutAir: 22.[98]
- Mesa Airlines: 17.[99]
- Air Wisconsin: 12.[100]
- Frontier Airlines: 11.[101]
- Presidential Airways: 2.[102]

 Panamá
- Air Panamá: 1.[103]

 Perú
- LC Perú: 9.[104]
- Magenta Air: 1.[105]

 Surinam
- Surinam Airways: 1.[106]

 Trinidad y Tobago
- Caribbean Airlines: 5.[107]

#### África
Kenia
- Silverstone Air Service: 5.[108]

 Libia
- Buraq Air: 1.[109]

 Namibia
- Air Namibia: 1.[110]

 Sudáfrica
- Titan Helicopters Group: 1.[111]

#### Asia
Arabia Saudita
- Saudi Aramco: 3[112]

 Bangladés
- Regent Airways: 2.[113]

 Corea del Sur
- Jeju Air: 5.[114]

 China
- Chang'an Airlines: 3.

 Egipto
- Smart Aviation Company: 2.

 Indonesia
- Wings Air: 3.[115]
- Travira Air: 3.[116]

 Japón
- Japan Air Commuter: 11.[117]
- Amakusa Airlines: 1.[118]

 Jordania
- Royal Jordanian: 2.[119]

 Mongolia
- Eznis Airways: 2.[120]

 República de China
- Uni Air: 14.[121]

 Tailandia
- Bangkok Airways: 7.[122]

#### Europa
Alemania
- Eurowings: 20.[123]
- Cirrus Airlines: 8.[124]
- DLT Luftverkehrsgesellschaft: 6.[125]
- Lufthansa CityLine: 4.[126]
- LGW: 1.[127]

 Austria
- Austrian Airlines: 21.[128]

 Bélgica
- Brussels Airlines: 5.[129]
- Sabena

 Dinamarca
- Danish Air Transport: 3.[130]

 España
- Air Nostrum: 19.[131]

 Italia
- Air Dolomiti: 3.[132]

 Letonia
- airBaltic: 12.[133]

 Noruega
- FlyViking: 3.[134]

 Polonia
- LOT Polish Airlines: 12.[135]

 Reino Unido
- Flybe: 54.
- Eastern Airways: 3.[136]
- British Airways: 2.[137]
- Thyme Opco: 1.[138]

 Suecia
- Scandinavian Airlines System: 24.[139]

#### Oceanía
Australia
- Jetstar Airways: 5.[140]

## Especificaciones
|                                          | Serie 100              | Serie 200              | Serie 300              | Serie 400              |
| ---------------------------------------- | ---------------------- | ---------------------- | ---------------------- | ---------------------- |
| Costo Unitario (U$S)                     | $12.5 millones         | $13 millones           | $17 millones           | $27 millones           |
| En Producción y Pedidos                  | 298                    | 91                     | 263                    | 363                    |
| Entró en servicio                        | 1984                   | 1995                   | 1989                   | 2000                   |
| Dimensiones del avión                    |                        |                        |                        |                        |
| Longitud total                           | 22.25 m                | 22.25 m                | 25.68 m                | 32.81 m                |
| Altura (al inicio de la cola horizontal) | 7.49 m                 | 7.49 m                 | 7.49 m                 | 8.3 m                  |
| Diámetro del fuselaje                    | 2.69 m                 | 2.69 m                 | 2.69 m                 | 2.69 m                 |
| Ancho máximo de la cabina                | 2.03 m                 | 2.03 m                 | 2.03 m                 | 2.03 m                 |
| Longitud de la cabina                    | 9.1 m                  | 9.1 m                  | 12.6 m                 | 18.8 m                 |
| Envergadura                              | 25.89 m                | 25.89 m                | 27.43 m                | 28.4 m                 |
| Superficie de sustentación               | 54.4 m²                | 54.4 m²                | 56.2 m²                | 63.1 m²                |
| Datos básicos de funcionamiento          |                        |                        |                        |                        |
| Motores                                  | 2 PW120A/PW121         | 2 PW123C/D             | 2 PW123B               | 2 PW150A               |
| Número típico de pasajeros               | 37 (Una clase)         | 37 (Una clase)         | 50 (Una clase)         | 70 (Una clase)         |
| Rango de asientos de pasajeros           | 37-39                  | 37-39                  | 50-56                  | 68-78                  |
| Velocidad máxima de crucero              | 310 mph (500 km/h)     | 334 mph (537 km/h)     | 328 mph (528 km/h)     | 414 mph (667 km/h)     |
| Altitud máxima de operación              | 25,000 ft (7,620 m)    | 25,000 ft (7,620 m)    | 25,000 ft (7,620 m)    | 27,000 ft (8,230 m)    |
| Alcance (w/typical pax)                  | 1,174 miles (1,889 km) | 1,065 miles (1,713 km) | 968 miles (1,558 km)   | 1,567 miles (2,522 km) |
| Alcance (w/LR tanks)                     | n/a                    | n/a                    | 1,264 miles (2,034 km) | n/a                    |
| Takeoff run at MTOW                      | 2,625 (800 m)          | 2,625 ft (800 m)       | 3,865 ft (1,178 m)     | 4,600 ft (1,402 m)     |
| Peso                                     |                        |                        |                        |                        |
| Peso máximo al despegue                  | 36,300 lb (16,470 kg)  | 36,300 lb (16,470 kg)  | 43,000 lb (19,500 kg)  | 64,500 lb (29,260 kg)  |
| Peso máximo al aterrizar                 | 34,500 lb (15,650 kg)  | 34,500 lb (15,650 kg)  | 42,000 lb (19,050 kg)  | 61,750 lb (28,010 kg)  |
| Peso máximo sin combustible              | 32,400 lb (14,700 kg)  | 32,400 lb (14,700 kg)  | 39,500 lb (17,920 kg)  | 57,000 lb (25,850 kg)  |
| Capacidad máxima de combustible          | 3,160 l                | 3,160 l                | 3,160 l                | 6,526 l                |
| Typical operating weight empty           | 10,483 kg (23,111 lb)  | 10,483 kg (23,111 lb)  | 11,791 kg (25,995 lb)  | 17,185 kg (37,886 lb)  |
| Carga nomal volumétrica                  | 3,407 kg (7,511 lb)    | 3,407 kg (7,511 lb)    | 5,138 kg (11,327 lb)   | 8,670 kg (19,114 lb)   |

## Aeronaves relacionadas

### Desarrollos relacionados
- de Havilland Canada Dash 7

### Aeronaves similares
- Dornier 328
- Embraer EMB 120 Brasilia
- Xian MA60
- Xian Y-7
- CASA CN-235 y C-295
- HESA IrAn-140
- Fokker F27 y F50
- Short 330 y Short 360
- Saab 340 y 2000
- Antonov An-140
- ATR 42 y 72
- Antonov An-24
- Ilyushin Il-114

### Secuencias de designación
- Secuencia DHC-_ (interna de de Havilland Canada): ← DHC-5 Buffalo - DHC-6 Twin Otter - DHC-7 (Dash 7) - DHC-8 (Dash 8)
- Secuencia C_-_ (Aeronaves de las Fuerzas Canadienses, 1968-presente): ← CH-139 - CP-140 - CC-141 - CT-142 - CH-143 - CC-144 - CT-145 →
- Secuencia C-_ (Aviones de Carga estadounidenses (secuencia original revivida), 2005-presente): ← C-144 - C-145 - C-146 - C-147
- Secuencia E-_ (Aviones con instalación Electrónica especial estadounidenses, 1962-presente): ← E-6 - E-7 - E-8 - E-9 - E-10 - E-11
- Secuencia O-_ (Aviones de Observación estadounidenses, 1962-presente): ← O-3 - O-4 - O-5 - O-6
- Secuencia P-_ (Aviones de Patrulla estadounidenses, 1962-presente): ← P-5 - P-7 - P-8 - P-9